# 懐徳駅
懐徳駅（フェドクえき）は、大韓民国大田広域市大徳区新垈洞にある、韓国鉄道公社（KORAIL）京釜線の駅。
現在は貨物のみ取り扱っており、旅客営業を行っていない。

## 駅構造
島式ホーム2面4線を有する地上駅。SKエネルギーの専用線や燃料工業協同組合の専用線がある。

### のりば
| 1・2 | 京釜線 | 大田・釜山方面   |
| 3・4 | 京釜線 | 天安・ソウル方面 |

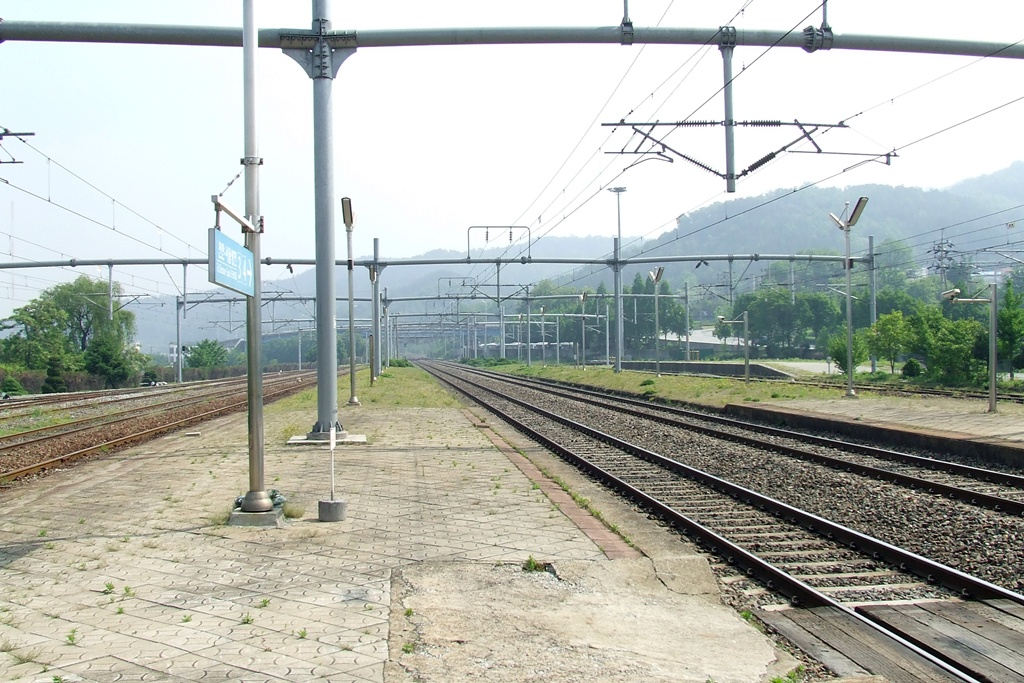
ホーム（2007年撮影）
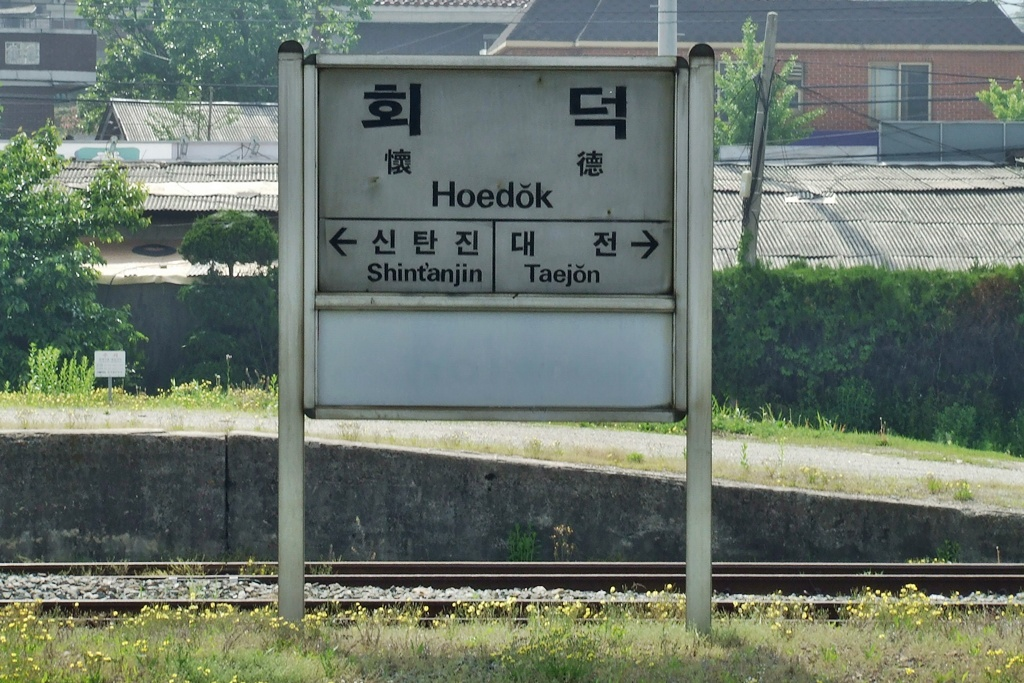
駅名標（2007年撮影）

## 駅周辺
- 懐徳中学校
- 瓦洞初等学校
- 懐徳郵便局

### バス路線
大田市内バス
- 急行2番
- 74番
- 611番
- 701番
- 703番
- 711番

## 歴史
- 1930年10月1日 - 普通駅として営業開始。
- 1940年11月1日 - 駅舎新築竣工。
- 2005年 - 現在の駅舎新築竣工。
- 2007年6月1日 - 旅客取り扱い中止。

## 隣の駅
韓国鉄道公社
京釜線（全列車通過）
新灘津駅 - 懐徳駅 - 大田操車場